# Rosa Pater
Rosa Pater (24 februari 1991) is een Nederlandse langebaanschaatsster die gespecialiseerd is in de sprint. Ze schaatst bij het iSkate Development Team, eerder reed ze bij de gewestelijke selectie van het Gewest Noord-Holland/Utrecht.
Voor aanvang van het seizoen 2009-2010 brak Pater haar sleutelbeen tijdens het mountainbiken. Dat weerhield haar er echter niet van om bij aanvang van het schaatsseizoen zich voor de eerste maal te plaatsen voor het NK afstanden. Ze schaatste daar de 1000 meter en eindigde op de 22e (en laatste) plaats, haar tijd was een persoonlijk record. Op het NK Allround van 2010 eindigde ze als achttiende. Voor het NK Afstanden 2012 werd ze 17e op de 500 meter en zong ze na afloop in het KPN Clubhuis de schaatsfans toe. Bij het NK Sprint 2012 scherpte ze haar tijden op de 500 en 1000 meter wederom aan en werd ze 13e. Naar aanleiding van haar optredens eerder het seizoen zong Pater tijdens de opening van het NK junioren in Alkmaar het Wilhelmus..

## Persoonlijke records
| Afstand    | Tijd    | Datum            | Baan       |
| ---------- | ------- | ---------------- | ---------- |
| 500 meter  | 38,97   | 28 december 2013 | Heerenveen |
| 1000 meter | 1.18,43 | 9 januari 2016   | Inzell     |
| 1500 meter | 2.05,44 | 4 december 2009  | Heerenveen |
| 3000 meter | 4.33,55 | 6 maart 2010     | Heerenveen |
| 5000 meter | 8.01,12 | 8 februari 2009  | Groningen  |

## Resultaten
| Jaar | NK Afstanden       | NK Allround            | NK Sprint                |
| ---- | ------------------ | ---------------------- | ------------------------ |
| 2010 | 22e 1000m          | NC18 · (, 21e, 18e, -) |                          |
| 2011 |                    |                        | 17e (15e, 20e, 16e, 16e) |
| 2012 | 17e 500m           |                        | 13e (13e, 15e, 13e, 14e) |
| 2013 | 19e 500m           |                        | 16e (15e, 19e, 18e, 18e) |
| 2014 | 12e 500m 23e 1000m |                        | 10e (12e, 17e, 5e, 8e)   |
| 2015 | 12e 500m 21e 1000m |                        | 21e (15e, 24e, 18e, 18e) |
| 2016 | 9e 500m 14e 1000m  |                        | 11e (9e, 13e, 11e, 13e)  |

### Medaillespiegel
| Kampioenschap         | Goud · | Zilver · | Brons · |
| --------------------- | ------ | -------- | ------- |
| NK Allround Afstanden | 0      | 1        | 0       |